# Хадсон (Канзас)
Хадсон (енгл. Hudson) град је у америчкој савезној држави Канзас.

## Демографија
По попису из 2010. године број становника је 129, што је 4 (-3,0%) становника мање него 2000. године.
| Група             | 2000.       | 2010.       |
| Белци             | 130 (97,7%) | 123 (95,3%) |
| Афроамериканци    | 0 (0,0%)    | 0 (0,0%)    |
| Азијати           | 0 (0,0%)    | 0 (0,0%)    |
| Хиспаноамериканци | 2 (1,5%)    | 6 (4,7%)    |
| Укупно            | 133         | 129         |